# Ромм, Джозеф
Джозеф Ромм (Joseph J. Romm; род. 27 июня 1960, Мидлтаун, Нью-Йорк) — американский писатель, блогер, физик и эксперт-климатолог.
Доктор философии, старший фелло Центра за американский прогресс (Center for American Progress), член Американской АН (American Academy of Sciences).
Редактор-основатель блога ClimateProgress.org.
Журналом «Тайм» Ромм назывался Heroes of the Environment (2009), а также «самым влиятельным интернет-блогером по вопросам изменения климата». А журнал Rolling Stone в 2009 году назвал его в числе «100 People Who Are Changing America».
Окончил Массачусетский технологический институт (бакалавр физики, 1982). Там же в 1987 году получил степень доктора философии по физике, для которой работал также в Scripps Institution of Oceanography; его докторская была посвящена физической океанографии. В том же 1987 году как стипендиат Американского физического общества в Палате представителей США консультировал её члена Charles E. Bennett (politician). С 1988 по 1990 год работал в фонде Рокфеллера. С 1995 по 1998 год сотрудник Office of Energy Efficiency and Renewable Energy. Глава Capital E и исполнительный директор и основатель Center for Energy and Climate Solutions. Консультировал IBM, Johnson & Johnson, Collins Pine, Nike, Timberland, Texaco, Lockheed-Martin.
Фелло Американской ассоциации содействия развитию науки (2008).
Появлялся в 60 Minutes, NBC Nightly News, Fox News, на MSNBC, NPR, в документальном фильме «Кто убил электромобиль?» (2006).
Главный научный советник Years of Living Dangerously.
Публиковался в Science, Nature, NY Times, Foreign Affairs, Atlantic, Economist, Technology Review, Scientific American, Washington Post, Los Angeles Times, U. S. News & World Report, Bloomberg BusinessWeek, Forbes, Guardian, Salon.com, Huffington Post, Grist и др.
Автор десяти книг, в частности Hell and High Water (book) (2006).